# Monika Medek
Monika Medek  (* 19. Juni 1979 in Wien) ist eine österreichische Opern- und Konzertsängerin mit der Stimmlage Sopran.

## Leben
Monika Medek studierte zunächst Gesang an Universität für Musik und darstellende Kunst Wien, um danach am Konservatorium Wien Privatuniversität das Opernstudium unter der Leitung von Lucia Meschwitz und Michael Pinkerton erfolgreich abzuschließen. Sie studierte weiters bei Grace Bumbry, Kurt Equiluz, Michael Pabst, Margit Fussi und Helga Meyer-Wagner.
Im November 2015 ist Monika Medek nominiert für den internationalen Woman of the Year Award in der Kategorie „Kunst und Kultur“.

## Künstlerische Tätigkeit
Auf der Opernbühne debütierte sie 2003 als Erste Dame in Wolfgang Amadeus Mozarts Zauberflöte am Stadttheater Baden, danach folgten die Pamina in der Zauberflöte, Gertrud (Mutter) in Engelbert Humperdincks Hänsel und Gretel, die Luigia in Viva la Mamma von Gaetano Donizetti, die Lady Billows in Albert Herring von Benjamin Britten, die Giulietta in Jacques Offenbachs Hoffmanns Erzählungen als auch die Wellgunde in Richard Wagners Rheingold und die Senta in Der fliegende Holländer. Sie gastierte als freiberufliche Sängerin unter anderem in Österreich, Italien, der Schweiz, Deutschland, Luxemburg, China und Thailand. Sie eröffnete als Solistin die Niederösterreichische Landesausstellung. Unter anderem gastierte sie im Théâtre Municipal Esch, dem Parktheater Augsburg, dem Theater Wolfsburg, dem Theater im Pfalzbau und am Stadttheater Wels.
Im Konzertfach war sie mit unterschiedlichen Orchestern unter anderem Sopran-Solistin in der 8. Sinfonie („Sinfonie der Tausend“) von Gustav Mahler (Sopran II, „Una Poenitentium“), der Messa da Requiem von Giuseppe Verdi, dem Deutschen Requiem von Johannes Brahms, dem Requiem von Gabriel Fauré, dem Te Deum von Georges Bizet, dem Stabat Mater von Antonín Dvořák, sowie Interpretin beider Sopranparts des Lobgesangs von Felix Mendelssohn Bartholdy.
Weitere Stationen waren ihr Debüt im Goldenen Saal des Wiener Musikvereines 2013, wo sie mit ausgewählten Arien und Duetten von Mozart zusammen mit dem Wiener Schubert Symphonie Orchester zu hören war, sowie im Mai 2014, als sie mit dem Sopranpart aus dem Deutschen Requiem von Johannes Brahms ihr Debüt im Großen Saal des Wiener Konzerthauses sang, gefolgt von der Uraufführung der Sinfonie Gebetsfahnen/Prayer Flags von Vijay Upadhyaya im Dezember 2014 und der Sinfonie Nr. 8 von Gustav Mahler im April 2015. In diesem Zusammenhang sind sowohl Gebetsfahnen als auch die 8. Sinfonie auf CD erschienen.
Als sehr aktive Liedinterpretin hat sie zahlreiche der großen Zyklen wie Gustav Mahler – Des Knaben Wunderhorn, Richard Strauss – Vier letzte Lieder, Johannes Brahms – Zigeunerlieder und Robert Schumann – Frauenliebe und -leben, bis hin zu zeitgenössischen Liedkompositionen aufgeführt.
Am 20. September 2016 sang sie in der Beijing Concert Hall das Sopransolo aus Prayer Flags von Vijay Upadhyaya.

## Repertoire (Auswahl)

### Oper/Operette
- Micaela, Carmen von Georges Bizet
- Lady Billows, Albert Herring von Benjamin Britten
- Erste Dame, Pamina, Die Zauberflöte von Wolfgang Amadeus Mozart
- Giulietta, Hoffmanns Erzählungen von Jacques Offenbach
- Tosca, Tosca von Giacomo Puccini
- Elisabeth, Tannhäuser von Richard Wagner
- Elsa, Lohengrin von Richard Wagner
- Senta, Der fliegende Holländer von Richard Wagner
- Agathe, Der Freischütz von Carl Maria von Weber
- Kurfürstin, Der Vogelhändler von Carl Zeller

### Konzert
- Ein deutsches Requiem von Johannes Brahms
- Stabat Mater, Sopransolo, von Antonín Dvořák
- 8. Sinfonie, Sopran II  Solo, von Gustav Mahler
- Krönungsmesse, Sopransolo von Wolfgang Amadeus Mozart
- Vier letzte Lieder von Richard Strauss
- Messa da Requiem, Sopransolo, von Giuseppe Verdi

## Diskografie
- Gustav Mahler: Symphonie Nr. 8 – Symphonie der Tausend (CD). Upadhyaya, Chor und Orchester der Uni Wien
- Vijay Upadhyaya: Prayer Flags (CD). Upadhyaya, Chor und Orchester der Uni Wien